# Skylab B

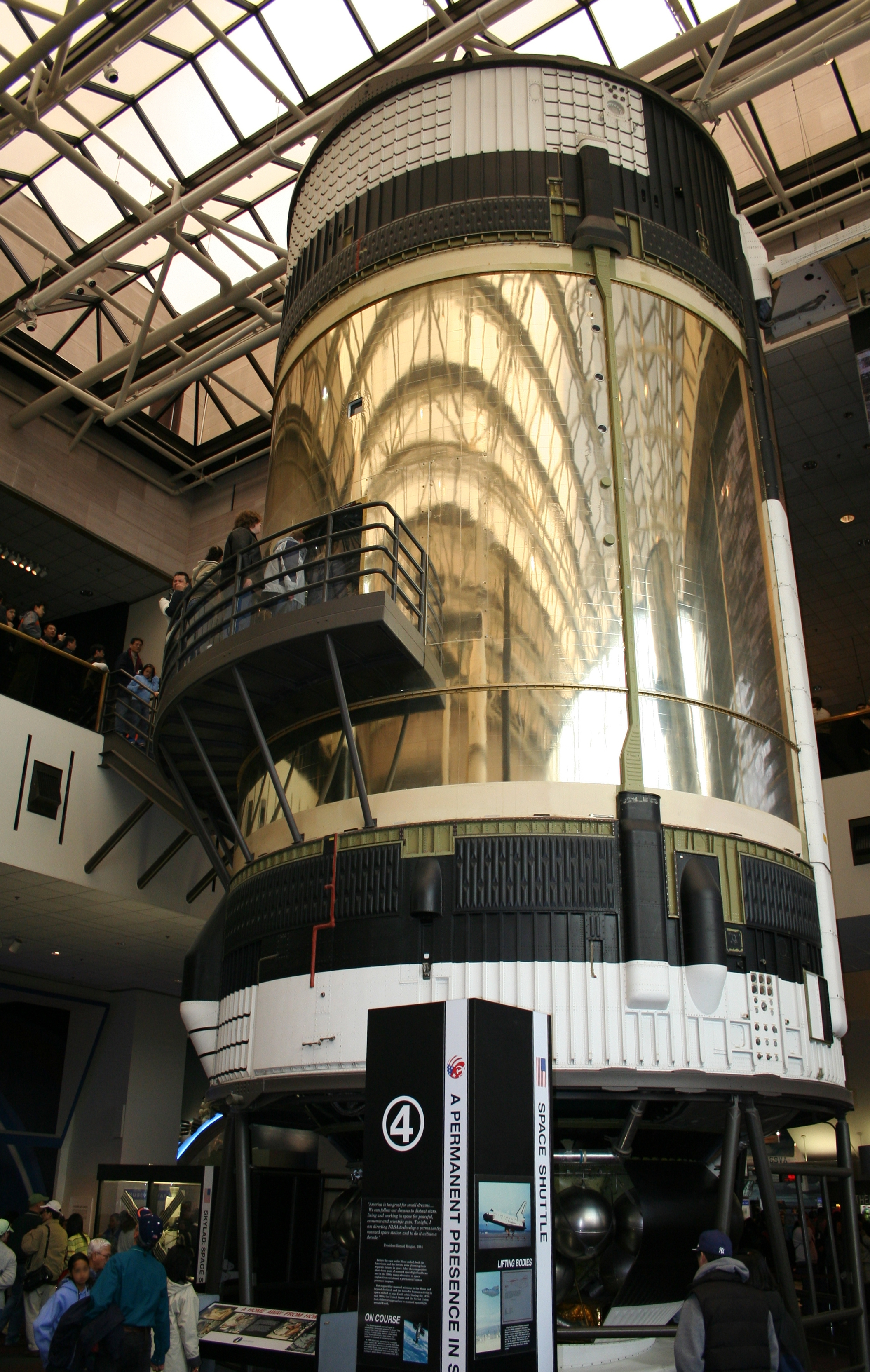
Kadłub modułu Skylab B w National Air and Space Museum

Skylab B – proponowana druga amerykańska stacja kosmiczna, bazująca na module Skylab, planowana do wykorzystania przez NASA dla wielu zastosowań, głównie na potrzeby misji Sojuz-Apollo, jednak anulowana z powodu braku pieniędzy na montaż końcowy i wystrzelenie. Skylab B był jednym z dwóch modułów budowanych przez McDonnell Douglas na bazie stopnia S-IVB.

## Plany związane z użyciem
Po ogłoszeniu misji Sojuz-Apollo w 1972 NASA zapowiedziała wystrzelenie zapasowej stacji Skylab na potrzeby tej misji w 1975. Według tych planów pojazdy Apollo CSM i Sojuz 7K-TM miały wzajemnie połączyć się z sobą, a potem skierować się do stacji Skylab B (która podczas misji miała być nazywana International Skylab), i pozostać z nią połączone od 56 do 90 dni.
Dla przyszłych misji stacja miała uzyskać nazwę Advanced Skylab, a także miała być rozbudowywana przez flotę promów kosmicznych, które miały wejść do służby w 1979. Kiedy omawiano tę opcję, NASA dysponowała w zapasie modułem Skylab B, dwoma rakietami Saturn V, trzema rakietami Saturn IB, trzema pojazdami CSM i dwoma lądownikami LM.
Po częściowo udanym starcie modułu Skylab 14 maja 1973, plany dla Skylab B zostały skasowane, i podczas misji Sojuz-Apollo musiał być użyty specjalny adapter cumowniczy, wystrzelony wraz z załogą pojazdu Apollo CSM na rakiecie Saturn IB, do przeprowadzania eksperymentów w przestrzeni kosmicznej. NASA skoncentrowała się na opracowaniu promów kosmicznych, a w 1976 wszelkie sprzęty pozostałe po programie Apollo zostały skierowane do muzeów.
Obecnie kadłub Skylab B (S-IVB 515) znajduje się w National Air and Space Museum w Waszyngtonie.